# Dicionário do Dialeto Caipiracicabano
O Dicionário do Dialeto Caipiracicabano: Arco, Tarco, Verva é um dicionário caipira elaborado pelo jornalista e escritor Cecílio Elias Netto, reunindo dados históricos e ilustrações sobre o vocabulário da região de Piracicaba, no interior de São Paulo.
Sua primeira edição foi publicada em agosto de 1987, a partir da seção Arco, Tarco, Verva — O Refinado Dialeto Caipiracicabano, do jornal A Província. Em 30 de agosto de 2016, após o dialeto caipira ser decretado patrimônio imaterial do município de Piracicaba, foi lançada sua sexta edição.